# Публий Луций Коскониан
Публий Луций Коскониан (лат. Publius Lucius Cosconianus) — римский политический первой половины II века.
По всей видимости, Коскониан происходил из южноиспанской провинции Бетика, где располагалась могила его матери. О его карьере известно только лишь то, что в 125 году он занимал должность консула-суффекта вместе с Марком Акценной Вером. Возможно, Публия следует идентифицировать с куратором общественных зданий Косконианом, находившимся на этом посту спустя небольшое время после 125 года.